# Iehoșua Saghi
Iehoșua Saghi (în ebraică יהושע שגיא; n. 27 septembrie 1933, Ierusalim, Palestina sub mandat britanic – d. 18 februarie 2021, Israel) a fost un general-maior (în rezervă) israelian, care a îndeplinit, printre altele, funcția de director al Direcției de Informații Militare al Armatei Israelului (AMAN) (1979-1983).